# Semang
Los semang, menraq o sakai son un pueblo de cazadores-recolectores nómadas que habitan en los bosques húmedos tropicales de la península malaya, especialmente en los estados de Kelantan, Kedah, Pahang, Terengganu, y Perak, en Malasia.

## Subsistencia
Viven en campamentos hechos de varas, ramas y hojas o en algunos casos en abrigos rocosos o cuevas, en los que generalmente no permanecen más de tres días, continuando sus recorridos estacionales en busca de caza, pesca, frutos de durián, otras frutas, y tubérculos silvestres. Cazan con cerbatana y dardos envenenados o con arcos y flechas, que también utilizan en la pesca, así como trampas, anzuelos y arpones.

## Usos
Los hombres usan un cinturón hecho de fibras de palma o corteza del árbol del terap, en el que insertan hojas formando una orla. Las mujeres usan un cernidor o enagua corta hecho con trenzas negras de una especie de hongo. Ambos sexos usan brazaletes de fibras vegetales y collares de semillas, dientes o conchas. A veces van desnudos, especialmente los niños. El tatuaje es practicado dibujando el borde aserrado de una hoja de la caña de azúcar a través de la piel y frotándolo con polvo de carbón de leña. Tienen instrumentos musicales de bambú, flautas y una clase de la arpa. Celebran fiestas con canciones masculinas y danzas femeninas, en las que se adornan con hojas. El entierro de sus muertos es sencillo, pero alimentos y bebidas son colocados en la tumba.

## Organización social
Su liderazgo y organización es descentralizada. Viven en grupos o "bandas" integradas por unas seis familias patriarcales. Cada banda tiene su territorio. Un muchacho busca su esposa en otra banda; cuando una muchacha lo acepta, ofrece regalos al suegro y luego celebran un banquete de bodas, tras el cual los nuevos esposos se retiran por un tiempo a la selva y luego viven con la banda de la mujer hasta tener un bebé y se trasladan luego a la banda del esposo. La violencia es muy mal vista y muy rara vez se practica, tanto entre bandas como en las relaciones domésticas.

## Características físicas
Los hombres tienen una estatura promedio de 1,45 m y las mujeres 1,37 m. El cabello es corto y lanudo, con pocos vellos en la cara y el cuerpo. Por sus características físicas semejantes a las de los pigmeos africanos se propusieron diversas hipótesis sobre su origen, pero las investigaciones genéticas sobre el ADN mitocondrial y el cromosoma Y, permitieron establecer que los semang prolongan características de los primeros pobladores de Asia que colonizaron progresivamente la costa sur del continente hace 60 000 años, provenientes de África. Así se explica su afinidad con otros grupos humanos actuales, como los jarawa y otros naturales de las islas Andamán, y los aeta de Filipinas,

## Segmentos
Los actualmente dispersos grupos semang, que hablan lenguas que pueden considerarse un continuo dialectal, asumen identidades regionales que tienen que ver fundamentalmente con las alianzas matrimoniales establecidas entre ellos o con otras etnias y también con su vecindad geográfica. Pueden distinguirse:
1. Bateq o Batek ("pueblo" o "gente de nuestro tipo"[5]) del noreste de Pahang y sur de Kelantan.[6][7]
2. Mendriq o Mendrik ("humanos") del sureste de Kelantan.[6] 1.519
3. Jahai ("los que siguen la trocha de los antepasados"[8]) del noreste de Perak y occidente de Kelantan.[6]
4. Lanoh del centro norte de Perak.[6]
5. Kintak del límite de Perak y Kedah.[6]
6. Kensiu o Kensiw del noreste de Kedah y de Perak en Malasia y la provincia de Yala en Tailandia.[6]
7. Mani  ("humanos") de Tailandia; de las provincias tailandesas de Trang, Phatthalung y Satun.[9]

Los Jahai mantienen intercambios matrimoniales, tanto con los Lanoh y los Kintak, como también con los senoi Temiar y presentan por tanto características genéticas comunes con este grupo senoi, a pesar de que hablan un dialecto muy cercano al de los Mendriq, que genéticamente están muy relacionados con los Bateq.